# Manettia sabiceoides
Manettia sabiceoides är en måreväxtart som beskrevs av Herbert Fuller Wernham. Manettia sabiceoides ingår i släktet Manettia och familjen måreväxter.
Artens utbredningsområde är Colombia. Inga underarter finns listade i Catalogue of Life.